# Система UBV
Систе́ма UBV (або фотометри́чна систе́ма Джо́нсона) — широкосмугова фотометрична система для класифікації зір за кольором. Знана як перша стандартизована фотоелектрична система.

## Історія створення
Наприкінці 1940-х років Гарольд Джонсон, тоді ще молодий співробітник обсерваторії Макдональд (США), зробив дуже вдалий вибір фотометричних смуг. 1953 року вийшла стаття Джонсона і Вільяма Моргана, в якій запропоновано трикольорову фотометричну систему UBV з трьома смугами — ультрафіолетовою (U), синьою (B) та візуальною (V). Ця система відразу отримала визнання.
Джонсон, маючи поширений тоді в США фотоелектронний помножувач типу 1P21 (завдяки такому самому ФЕП реалізовувалася й стара фотовізуальна система PV), поставив три світлофільтри в області його чутливості: ультрафіолетовий світлофільтр, світлофільтр для синьої області та жовтий світлофільтр, який відсікав усе короткохвильове випромінювання, а з довгохвильового боку крива реакції формувалася природним спадом чутливості фотокатода. Заслуга Джонсона в тому, що він уперше більш-менш чітко визначив форму цих кривих реакції. Потрібно враховувати не тільки світлофільтри, але й криву спектральної чутливості фотокатода та криві пропускання та відбивання різних оптичних елементів телескопа і фотометра. Завдяки роботам Джонсона весь світ зрозумів переваги нової системи.
Нуль-пункт величин V системи UBV перенесено зі старої так званої інтернаціональної системи за допомогою дев'яти зір Північного Полярного ряду. Спираючись на цей нуль-пункт, було визначено величини десяти первинних стандартів системи UBV, рознесених по всьому небу. Нуль-пункти показників кольору U-B і B-V було визначено як середнє значення інструментальних показників кольору для шести обраних зірок спектрального класу A0 V. Система UBV завдяки чіткому визначенню, точності й великій кількості стандартів набула поширення і повністю витіснила з ужитку інтернаціональну систему величин IPg, IPv. На початку 1990-х років Жан-Клод Мермійо склав загальний каталог вимірювань у системі UBV (Catalogue of Mean UBV Data on Stars), що містить понад 100 000 зір.

## Система UBV
У триколірній системі, наприклад, UBV, можна визначити три показники кольору: U–B, B–V та U–V. Будь-які два з них можна покласти незалежними. Тоді третій можна виразити через них, наприклад: U–V = (U–B) + (B–V). Якщо смуг чотири, наприклад, у системі UBVR, то можна скласти шість показників кольору, три з яких будуть незалежними.
Система V Джонсона добре збігається з системою IPv, що видно з формули
{\displaystyle V=IPv+0^{m},000+0^{m},002(B-V)}
Щодо показника кольору B–V, то Джонсон разом з Морганом відновили стару умову про те, що для білих зір класу А0 він має бути рівний нулю:
{\displaystyle B-V=0}
Ця умова й відсікання світла з λ<3800 Å у смузі В призводить до того, що система B-V не збігається зі старою інтернаціональною системою показників кольору. Діє співвідношення
{\displaystyle C=-0^{m},18+1^{m},09(B-V)}
Джонсон і Морган привели також порівняння випромінювання зірок з синім і ультрафіолетовим фільтрами, що призвело до появи «ультрафіолетових показників кольору» U–B. Як і B–V, U–B дорівнює нулю для зірок класу А0.
Зараз система UBV широко використовується. На її основі складено багато каталогів. Імовірна похибка каталогових величин для B–V, як правило, удвічі менша, ніж для V і U–B.

## UBV та двоколірні діаграми
Якщо в фотометричній системі більш ніж дві смуги, то можна скласти понад один показник кольору і накреслити діаграму залежності одного показника від іншого. Такі діаграми мають дуже велике значення як для визначення низки фізичних параметрів, так і для розв'язання питань, пов'язаних з різними редукціями фотометричних спостережень.
Двоколірні фотометричні системи дозволяють будувати дуже важливі для астрофізики діаграми Герцшпрунга — Расселла (у варіанті «показник кольору — зоряна величина»). Але, щоб побудувати діаграму Герцшпрунга — Расселла, треба або знати відстані й обчисляти абсолютні зоряні величини, або бути впевненим, що всі досліджувані об'єкти знаходяться на однаковій відстані від Сонця (наприклад, входять у склад зоряного скупчення).
Двоколірна діаграма не вимагає знання абсолютної величини.

## Інфрачервоне розширення системи UBV
Після появи системи UBV в період від 1959 до 1966 р. Джонсон поступово додавав до неї низку фотометричних смуг на червоній та інфрачервоній ділянках спектра: з'явилися смуги R, I, J, K, L, М, N і Q. Мендоса 1967 року доповнив цю послідовність ще однією смугою — H. Середні довжини хвиль і напівширини цих смуг наведено в таблиці.
| Величина | λ0 мкм | Δλ мкм | Величина | λ0 мкм | Δλ мкм |
| -------- | ------ | ------ | -------- | ------ | ------ |
| U        | 0,36   | 0,04   | H        | 1,62   | 0,2    |
| B        | 0,44   | 0,10   | K        | 2,2    | 0,6    |
| V        | 0,55   | 0,08   | L        | 3,5    | 0,9    |
| R        | 0,70   | 0,21   | M        | 5,0    | 1,1    |
| I        | 0,88   | 0,22   | N        | 10,4   | 6,0    |
| J        | 1,25   | 0,30   | Q        | 20,0   | 5,5    |

Положення інфрачервоних смуг підібрано так, щоб вони збігалися з вікнами атмосферної прозорості. Величини U, B і V вимірювалися фотопомножувачем із сурм'яно-цезієвим фотокатодом (S-11), величини R і I — фотопомножувачем зі срібно-киснево-цезієвим катодом (S-1), величини J, K, L — фотоопором PbS, який охолоджувався рідким азотом, величини M, N і Q — германієвим болометром, що охолоджувався рідким гелієм.
Нуль-пункт усіх показників кольору введено так само, як і в системі UBV: усі показники кольору дорівнюють нулю для зір класу A0.
Зрозуміло, що вимірювання в такій фотометричній системі вельми трудомісткі. У цій системі виміряно близько 1500 зір. Природно, що більшість вимірювань у додаткових спектральних областях виконано в смугах R та I.
Смуги R та I, як уже зазначалося, реалізовувалися за допомогою киснево-цезієвого катода (S1). Вони мають дуже велику ширину. Наприклад, смуга R починається близько 5300 Å, має максимум близько 6950 Å і сягає до 9000 Å.
Для таких широких смуг завдання винесення за межі атмосфери й редукції в інші системи вирішується погано. Чим вужча смуга пропускання, тим менше впливає на всі обчислення неточне знання справжнього розподілу енергії в спектрі та атмосферних параметрів. Для дуже широких спектральних смуг з напівшириною в кілька тисяч ангстрем неможливо для довільно взятого випадку досить добре провести редукції як за атмосферу, так і з однієї фотометричної системи в інші.
У різний час різні автори вводили різні версії фотометричних смуг на червоній і ближній інфрачервоній ділянках. В одних випадках це були величини, введені ще до Джонсона (система RI Крона), в інших це варіанти створення червоних і інфрачервоних смуг за допомогою сучасних фотопомножувачів з багатолужними фотокатодами. У більшості випадків немає принципової різниці, у якій з цих систем проводились спостереження, оскільки неважко отримати надійні лінійні рівняння переведення величин з однієї системи в іншу. Однак завжди треба знати, які саме величини R або I використовуються.